# Schlacht bei Poltawa
1. Phase: Schwedische Dominanz (1700–1709)
Dänischer Kriegsschauplatz (1700)
Humlebæk • Tönning I 
Livländ./ Estnischer Kriegsschauplatz (1700–1708)
Riga I • Jungfernhof • Varja • Pühhajoggi • Narva • Petschora • Düna • Rauge • Erastfer • Hummelshof • Embach • Tartu • Narva II • Wesenberg I • Wesenberg II
Ingermanländ./ Finnischer Kriegsschauplatz (ab 1701)
Archangelsk • Ladogasee • Nöteborg • Nyenschanz • Newa • Systerbäck • Petersburg • Wyborg I • Porvoo • Newa II • Koporje II • Kolkanpää
Litauisch-weißrussischer Kriegsschauplatz (1702–1706)
Vilnius • Saladen • Jakobstadt • Gemauerthof • Mitau • Grodno I • Olkieniki • Njaswisch • Klezk • Ljachawitschy
Polnischer Kriegsschauplatz (1702–1706)
Klissow • Pułtusk • Thorn • Lemberg • Warschau • Posen • Punitz • Tillendorf • Rakowitz • Praga • Fraustadt • Kalisch 
Russischer Kriegsschauplatz (1708–1709)
Grodno II • Golowtschin • Moljatitschi • Rajowka • Lesnaja • Desna • Baturyn • Koniecpol • Weprik • Opischnja • Krasnokutsk • Sokolki • Poltawa I • Poltawa II
2. Phase: Schweden in der Defensive (1710–1721)
Baltischer und Finnischer Kriegsschauplatz (bis 1714)
Riga II • Wyborg II • Pernau • Kexholm • Reval • Hogland • Pälkäne • Storkyro • Nyslott • Hanko 
Schwed./Norwegischer Kriegsschauplatz (1710–1721)
Helsingborg • Køge-Bucht • Bottnischer Meerbusen • Frederikshald I • Dynekilen-Fjord • Göteborg I • Strömstad • Trondheim • Frederikshald II • Marstrand • Ösel • Göteborg II • Södra Stäket • Grönham • Sundsvall
Norddeutscher Kriegsschauplatz (1711–1716)
Elbing • Wismar I • Lübow • Stralsund I • Greifswalder Bodden I • Stade • Rügen • Gadebusch • Altona • Tönning II • Stettin • Fehmarn • Wismar II • Stralsund II • Jasmund • Peenemünde • Greifswalder Bodden II • Stresow 
Die Schlacht bei Poltawa am 27. Junijul./28. Junischwed./8. Juli 1709greg. war die entscheidende Schlacht des Russlandfeldzugs von Karl XII. im Großen Nordischen Krieg zwischen Russland unter Peter I. und Schweden unter Karl XII. Die Schlacht bei der Stadt Poltawa in der heutigen Ukraine stellte den Wendepunkt des Krieges zugunsten der antischwedischen Koalition dar.
Nach dem extrem harten Winter 1708/1709 nahm die geschwächte schwedische Armee im Frühjahr 1709 die Operation wieder auf und begann die Belagerung der Festung Poltawa, eines wichtigen Handelszentrums und militärischen Depots an der Worskla. Währenddessen bereitete sich eine überlegene russische Armee auf den entscheidenden Schlag gegen die schwedischen Invasoren vor. In der Schlacht kämpften 37.000–45.000 Soldaten der russischen Armee mit 28 Artilleriegeschützen. Ihnen gegenüber standen 20.000 schwedische Soldaten mit vier einsatzfähigen Geschützen.
Die Schweden erlitten eine Niederlage und flohen vom Schlachtfeld. Die Reste ihrer Armee wurden aber wenige Tage später von russischen Verbänden gestellt und mussten kapitulieren. Lediglich Karl XII. samt einer geringen Anzahl an Gefolgsleuten gelang die Flucht in das Osmanische Reich.

## Vorgeschichte
| \| Schlacht bei Poltawa \| |
| Lage des Schlachtfeldes    |
| Schlacht bei Poltawa       |

Frühe schwedische Siege bei Kopenhagen und in der Schlacht bei Narva 1700 hatten Dänemark und Russland zeitweilig aus dem Krieg geworfen. Allerdings war König Karl XII. nicht fähig, den Krieg zu Ende zu bringen, so benötigte er  weitere sechs Jahre, um den verbliebenen Gegner August von Sachsen-Polen zum Frieden zu zwingen. In der Zwischenzeit hatte Zar Peter I. seine Armee wieder aufgebaut. Die neue russische Armee verfügte jetzt über gut ausgebildete Infanterie, wie sie für die Anwendung der Lineartaktik notwendig war, und zeitgemäße Feuerwaffen.
Nachdem Sachsen 1706 von Karl besetzt worden und vorerst aus dem Krieg ausgeschieden war, marschierte der Schwedenkönig im Frühjahr 1707 von Sachsen über Polen in Richtung Moskau, um den letzten schwedischen Kriegsgegner zu schlagen. Karl, zu jener Zeit vor Poltawa der erste Feldherr Europas und ein glänzender Truppenführer, war entschlossen, den historischen Konflikt mit Russland um die Vorherrschaft über Polen und Nordeuropa durch eine Großoffensive gegen Moskau zu entscheiden. Seit seinen vorherigen Siegen gegen die Russen, zum Beispiel in der Schlacht bei Narva oder bei der Blockade von Grodno, verachtete er diese und schätzte ihre Kampfkraft als nur gering ein. Seine Hauptarmee hatte er auf 36.000 Soldaten (von 44.000 Mann insgesamt) aufgestockt. Die gesamte Invasionsarmee bestand aus 60.000 Mann, darunter 8.000 schwedische Rekruten aus Polen und zeitweise 16.000 polnische Soldaten der verbündeten Fürsten Leszczyński und Potocki. Das polnische Kontingent verlor aber die Schlacht bei Koniecpol gegen die Anhänger Augusts II. und konnte Karls Invasionsheer nicht erreichen.
Ausgangspunkt dieser Offensive war das Grenzgebiet zwischen Litauen und Russland, wo Karl XII. am 10. September 1708 bei Smolensk seinen letzten Feldzug geführt hatte, er marschierte dabei entlang der Hauptroute durch die Adelsrepublik nach Moskau. Die Russen versuchten, ihn nach Süden abzudrängen, um ihn von einem Vorstoß auf die Hauptstadt abzuhalten. Zu diesem Zweck verbrannten sie alles auf dem Land, was den Schweden zur Versorgung dienen konnte, und schwächten die schwedischen Offensivkräfte auf dem Vormarsch durch Wälder und unwegsames Gelände mit kleineren Überfällen. Als die Schweden auf halbem Weg nach Moskau standen, befahl der König, den Vormarsch wegen Versorgungsmangels zu stoppen und in den Süden des Zarentums zu ziehen, wo er auch auf die Unterstützung der Saporoger Kosaken unter Hetman Iwan Masepa hoffte. Dort war ein Aufstand der Dnjeprkosaken gegen die Herrschaft des Zaren ausgebrochen. Im Oktober 1708 verbündete sich Masepa mit Karl XII. und schloss einen militärisch-politischen Pakt mit Schweden. Lediglich 3.000 Mann der Kosakenarmee schlossen sich ihm an. Dem Pakt gemäß verpflichtete sich Schweden, die Saporoger Kosaken militärisch zu unterstützen und keinen Friedensvertrag mit Russland zu schließen, bis die Saporoger Kosaken völlig befreit und alle ihre Rechte wiederhergestellt waren.
Eine für das Hauptheer bestimmte schwedische Nachschubkolonne unter dem Kommando von General Lewenhaupt erlitt in der Schlacht bei Lesnaja am 9. Oktober 1708greg. schwere Verluste, was die Versorgung des Heeres Karls XII. zusätzlich erschwerte. Er gab den Marsch nach Moskau vorerst auf und marschierte weiter nach Süden. Dort hoffte er, seine schweren Versorgungsprobleme lösen und danach den Angriff auf Moskau von dort aus führen zu können. Doch die russische Armee bewegte sich parallel zu den Schweden und versperrte dem Gegner die Wege zum Angriff. Während sich die Eroberer erfolglos in Richtung Moskau bewegten, hatte Peter der Große Poltawa befestigt, das ein wichtiges strategisches Zentrum in Russlands Süden war.
Das Überwintern untergrub die Kampffähigkeit der schwedischen Armee. Wiederholte Offensiven der russischen Divisionen und Partisanen, Mangel an Lebensmitteln, Munition, Futter und Uniformen – all das zwang die Schweden, eine andere Kampfweise anzuwenden. Die Kälte des russischen Winters von 1708 auf 1709, des härtesten dieses Jahrhunderts, kostete zudem viele schwedische Soldaten das Leben, da sie ungenügend gekleidet und schlecht verpflegt waren. Ihre Militärärzte hatten mit der Amputation erfrorener Gliedmaßen vollauf zu tun. Der Abgang an Pferden war so groß, dass man von der ganzen Artillerie nur vier Kanonen behalten konnte. Das Invasionsheer Karls XII. sank bis zur großen Schlacht auf eine Gesamtstärke von 25.000 bis 30.000 Mann.

## Verlauf

### Belagerung von Poltawa und Vorbereitung der Schlacht
Seit Ende Februar 1709 stand die schwedische Hauptarmee zwischen dem Psjol und der Worskla, den nördlichen Nebenflüssen des Dnepr, mit dem Hauptquartier in Budischtschi nördlich der Festung Poltawa. Den Vorschlag seiner Berater, sich aufgrund der vielen Ausfälle und des Munitionsmangels nach Polen zurückzuziehen, wollte der König nicht annehmen. Im Frühjahr begann Karl XII. stattdessen, die Offensive wieder aufzunehmen. Seine erste Aktion war die Belagerung der Stadt Poltawa Anfang April 1709, die er mit 8.000 Mann durchführte. Der strategische Sinn der königlichen Kampftaktik bestand darin, dass von hier aus der Vormarsch über die Worskla ostwärts in Richtung Charkiw–Belgorod–Kursk auf Moskau erfolgen sollte. Poltawa liegt am Fluss Worskla etwa 300 Kilometer ostsüdöstlich der heutigen ukrainischen Hauptstadt Kiew und etwa 100 Kilometer südlich der heutigen russischen Grenze.
Durch den Winter war das Schießpulver unbrauchbar geworden und es fehlte auch an brauchbarer Munition für die Kanonen. Folglich konnten die Schweden die Festung nicht bombardieren, wodurch sich die Belagerung hinzog. Die Garnison der Festung hatte eine Stärke von 4.200 Soldaten unter dem Befehl des Obersten Alexei Stepanowitsch Kelin. Sie wurden durch Saporoger Kosaken und die bewaffnete Bevölkerung (insgesamt 2.600 Mann) unterstützt. Es gelang ihnen während der folgenden 87 Belagerungstage, die schwedischen Angriffe abzuwehren. Peter hatte so genug Zeit, zum Entsatz der Festung eigene überlegene militärische Kräfte zusammenzuziehen.

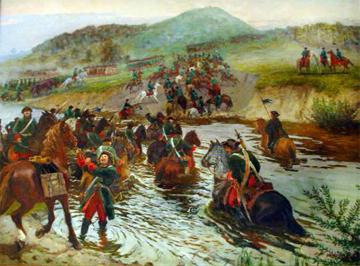
Künstlerische Interpretation der Überquerung der Worskla durch russische Truppen

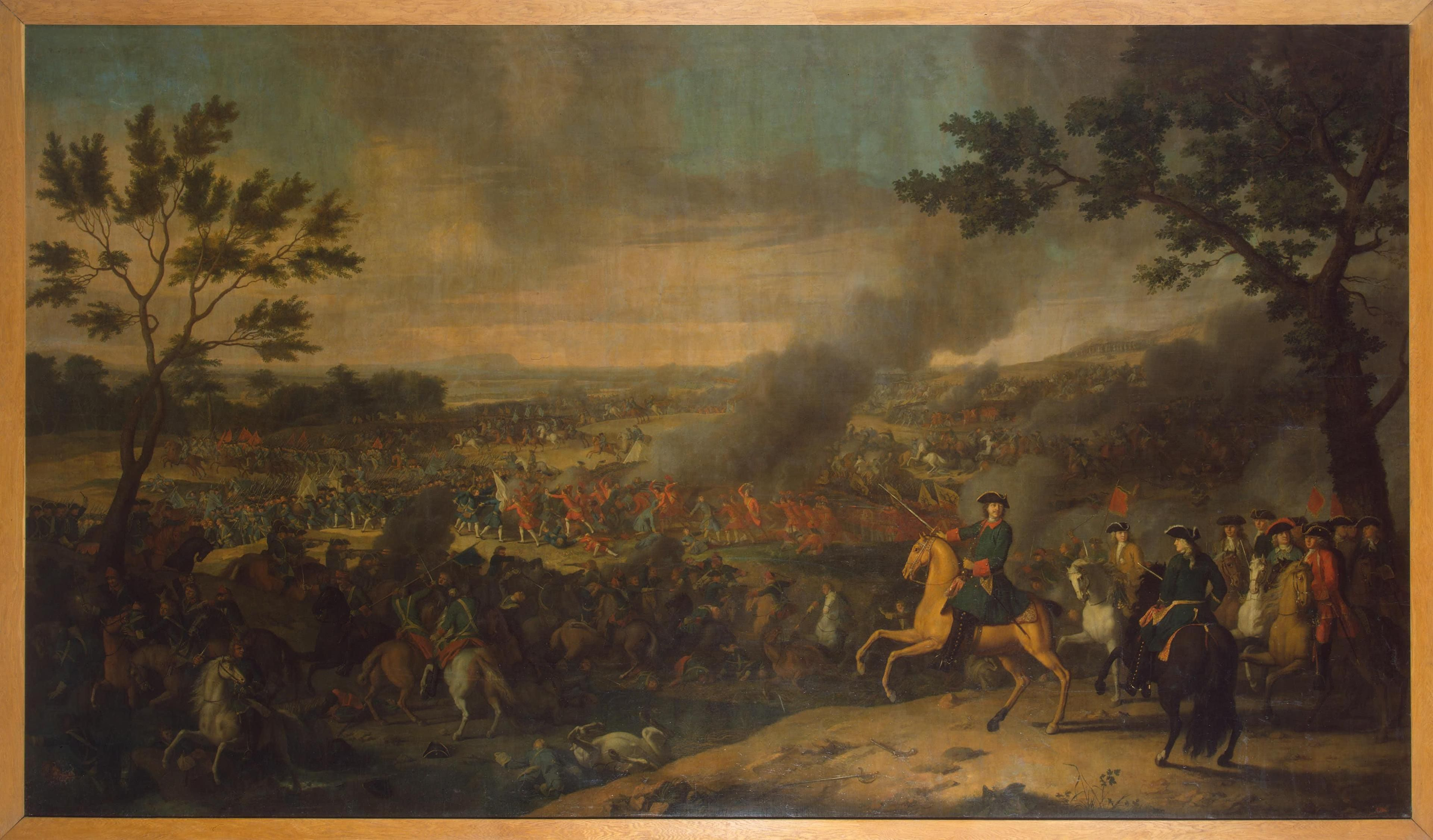
Peter der Große in der Schlacht von Poltawa, von Louis Caravaque 1718, Eremitage (Sankt Petersburg)

Peter befand sich in der Zeit vor der Schlacht in einer akuten Notlage: Er musste seine Kräfte und seine Aufmerksamkeit zwischen der schwedischen Bedrohung im Westen und der des Aufstandes im ganzen Süden und Südwesten teilen. Sein Erscheinen auf dem Hauptkriegsschauplatz verzögerte sich durch eine Erkrankung, die sich von Ende April bis Anfang Juni 1709 hinzog. Schließlich kamen die russischen Streitkräfte mit insgesamt 42.500 Mann in 58 Infanteriebataillonen und 17 Kavallerieregimentern sowie 102 Geschützen Ende Mai auf der gegenüberliegenden Seite des Flusses Worskla an. Das russische Kommando fasste auf dem folgenden Kriegsrat am 16./27. Juni den Beschluss, die Schlacht mit den Schweden zu führen. Am gleichen Tag überquerte die russische Vorhut den Fluss nördlich der Stadt Poltawa in der Nähe des Dorfes Petrowka und sicherte damit den Übergang der Hauptgruppe ihrer Armee, der am 20. Juni / 1. Juli erfolgte. Zar Peter der Große lagerte in der Nähe des Dorfes Semjonowka. Am 25. Juni / 6. Juli verlagerte sich die russische Armee nach Süden und nahm ihr Lager fünf Kilometer vor Poltawa ein. Die Schweden saßen damit in der Falle. Sie konnten sich nicht mehr ohne eine Schlacht zurückziehen. Dennoch zögerte Karl und das gab Peter die Chance, für seine Truppen eine Befestigung aufzubauen, an der sich die schwedische Armee zerreiben konnte. Vor dem Lager befand sich ein kilometerweites Freiland mit trockenem sandigem Boden. Dieses Land grenzte an den Budyschenski-Wald. 100 Meter südlich des Lagers lag der Jakowtzy-Wald, ein grünes Gebiet mit Bächen und Wasserrinnen. Am 26. Juni / 7. Juli begannen die Russen, die Frontlinie zu befestigen. Sie errichteten zwischen diesen Wäldern zehn Schanzen zur Verteidigung des Lagers. Jede Redoute bestand aus einem hohen Erdwall mit einem vorgelagerten Graben. Die Redouten waren zusammen mit 4.000 Infanteriesoldaten (8 Bataillonen) besetzt und hatten 16 Geschütze. Neue Elemente in der Lineartaktik, die hier erstmals zur Anwendung kamen, waren das Errichten von Redouten vor der eigentlichen Verteidigungslinie. Hinter dieser Linie befanden sich 17 Kavallerieregimenter unter der Führung von Menschikow. Ataman Iwan Skoropadskyj hatte seine Kosaken hinter dem Iwanchinsti-Bach positioniert.
Bei einer Aufklärungsmission wurde Karl XII. zum ersten Mal während seiner vielen Kriegszüge ernsthaft verletzt: Eine russische Gewehrkugel traf ihn am linken Fuß hinten an der Ferse und trat bei der großen Zehe wieder aus. Mehrere Knochen wurden dabei zersplittert. Karl soll trotzdem seinen Inspektionsritt fortgesetzt haben; im Hauptquartier angekommen, fiel er allerdings ohnmächtig vom Pferd. In den nächsten Tagen entzündete sich die Wunde und der König schwebte in Lebensgefahr. Nachdem er sich wieder etwas erholt hatte, befahl er den Angriff, um weiteren russischen Abwehrmaßnahmen zuvorzukommen und die Russen auf den Fluss zurückzuwerfen. Dies war notwendig geworden, als man auf schwedischer Seite erfuhr, dass die Russen zum 29. Juni / 10. Juli neue Verstärkung erwarteten. Die Versorgungslage der schwedischen Armee dagegen war kritisch. Es mangelte ihr weiterhin an Munition und Pulver für Artillerie und Infanterie. Von den 32 verfügbaren schwedischen Geschützen waren deshalb nur 4 einsatzfähig und viele Musketen der Infanterie nicht einsetzbar. Da keine Hilfe in Aussicht war, blieb der Angriff der einzige Ausweg. Karl übergab das Kommando an Feldmarschall Rehnskiöld und General Lewenhaupt, denen 20.000 Soldaten für die Schlacht zur Verfügung gestellt wurden. Die Befehlsgebung blieb aber unklar und sorgte im weiteren Schlachtverlauf für Unklarheiten und Verwirrung zwischen den einzelnen Truppenteilen. Etwa 2.000 Karoliner sowie einige Saporoger Kosaken Masepas blieben im Lager bei Poltawa.

### Die Schlacht

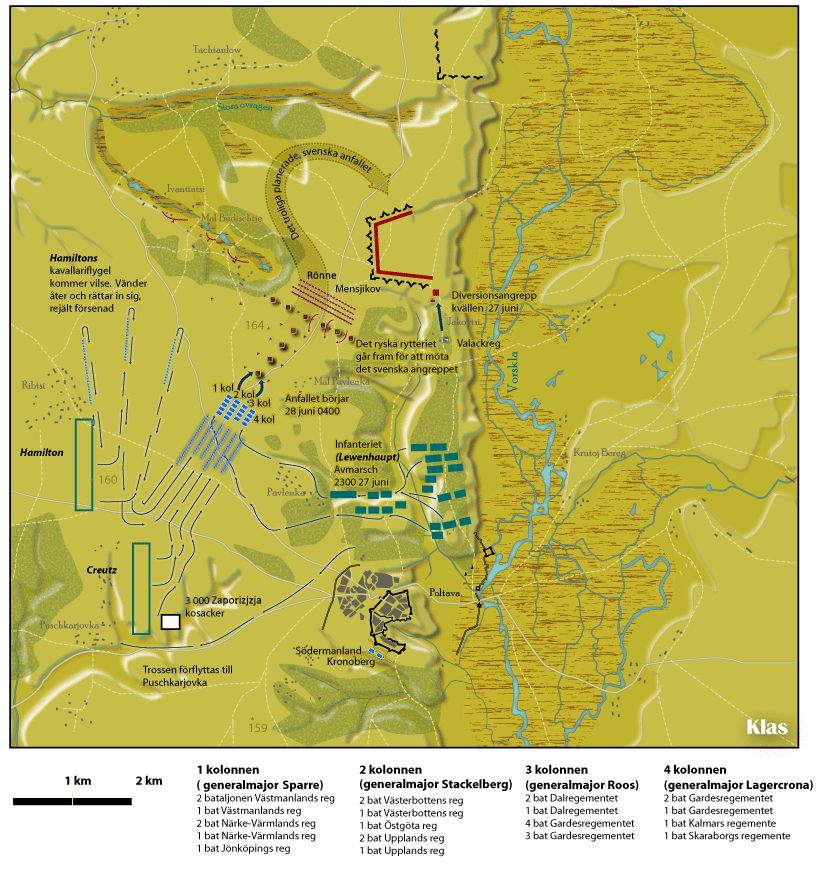
Schematische Darstellung zum Aufmarsch der Schweden (blau) zum Anfang der Schlacht; gegliedert in vier Kolonnen, in Richtung der zehn russischen Redouten

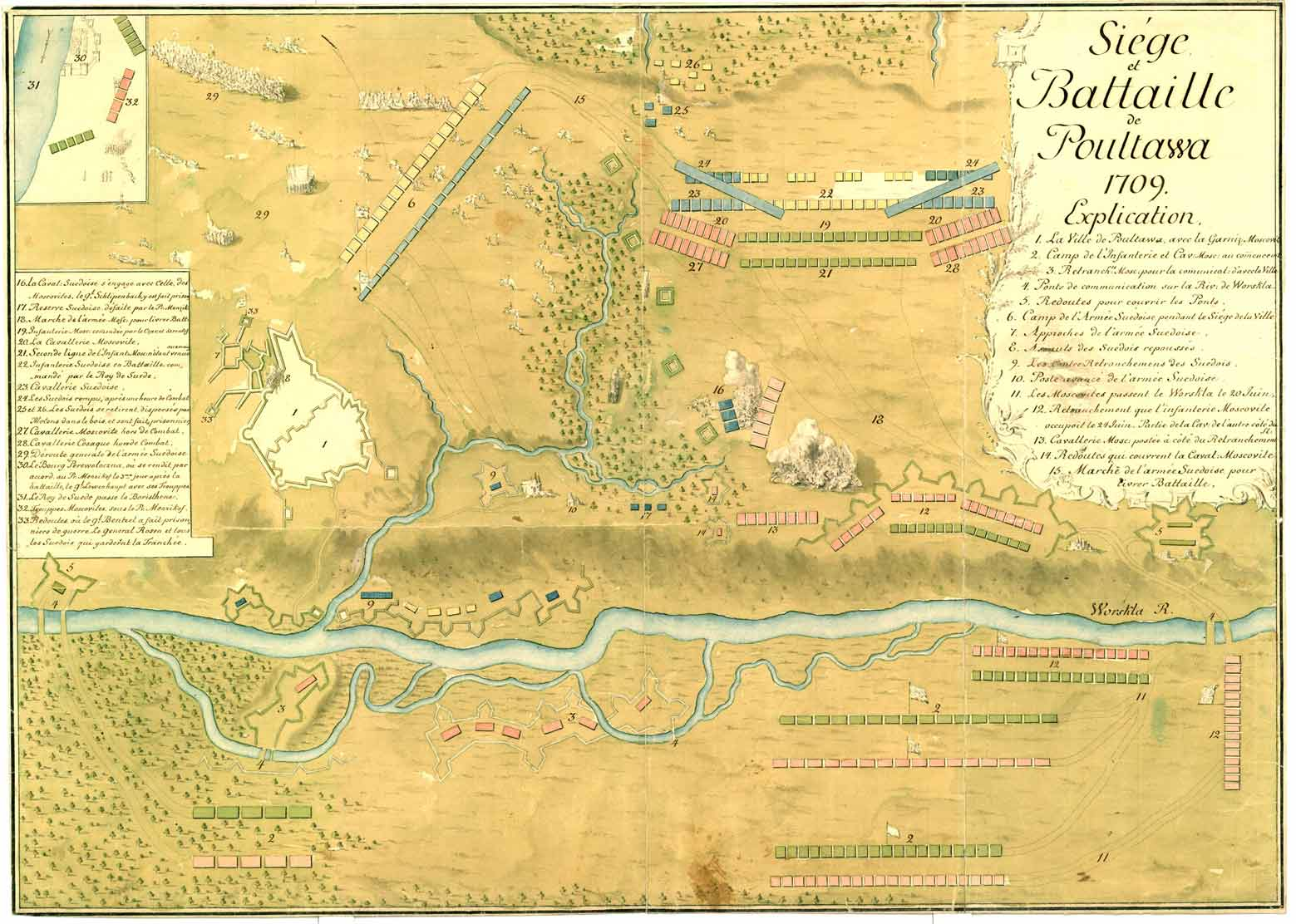
Karte der Schlacht bei Poltawa, mit französischem Kommentar
(Militärarchiv von Schweden, Stockholm)

Der Plan der Schweden sah vor, dass die Armee während der Nacht zum 8. Juligreg. im Süden der russischen Schanzen Stellung beziehen und vor dem Morgengrauen die Redouten überwältigen sollte. Die Infanterietruppen unter der Führung von Lewenhaupt sollten als erste die Redoutenlinie passieren; nach ihnen sollte die Kavallerie kommen. Die Infanteriesoldaten sollten dann das befestigte Lager der Russen angreifen. Allerdings war den Schweden weder bekannt, wie stark diese Feldbefestigungen waren, noch dass der Zar gerade mit einem solchen Überraschungsschlag gerechnet und seine Vorkehrungen getroffen hatte. Die Schweden liefen in eine Falle und reagierten mit ihrem Angriff auf die taktisch-strategischen Vorgaben Peters, der den Schweden konsequent das Schlachtfeld diktierte. Die 18 schwedischen Bataillone waren in vier Kolonnen aufgeteilt, unterstützt von einer Batterie mit vier Kanonen. Die schwedische Infanterie nahm ihre Position kurz nach Mitternacht ein. Ihre Stellung lag etwa einen Kilometer südlich von der ersten russischen Redoute entfernt, von der Geräusche von Sägen und Hämmern zu hören waren. Als die Kavallerie nach zwei Stunden nachzog, begann es bereits zu dämmern. Diese Verspätung der schwedischen Truppen machte das Überraschungsmoment der Aktion zunichte. Nach einer Beratung mit seinen wichtigsten Feldherren entschloss sich der König, die Attacke trotzdem durchzuführen.
Gegen zwei Uhr morgens griff die schwedische Armee mit den vier Kolonnen und sechs Reiterkolonnen bei Dunkelheit das befestigte Lager der Russen in der Nähe des Dorfes Jakowzy an. Bedingt durch die Verzögerungen bei der Truppenaufstellung überraschte dieser Angriff die Russen nicht. Nach zweistündigem Kampf gelang es den Schweden lediglich, zwei Unterstände einzunehmen. Der Angriff auf die dritte Redoute wurde zurückgeschlagen.
Rehnskiöld nahm nun eine Umgruppierung der schwedischen Truppen vor. Gleichzeitig versuchte er jetzt, die russischen Befestigungen zu umgehen.
Menschikow versuchte das mit seiner Kavallerie zu verhindern und hatte dabei auch Anfangserfolge: So wurden 14 schwedische Standarten und Fahnen erobert. Der Zar befahl jedoch, diesen Angriff abzubrechen. Er hatte erkannt, dass Menschikow die vor ihm stehenden Kräfte auch bei Verstärkungen nicht niederringen würde. Die russischen Dragoner zogen sich nach Norden zurück, verfolgt von beiden Flügeln der schwedischen Kavallerie. Karl wertete den Rückzug als Erfolg und glaubte an einen nahen Sieg. Als die Schweden die Linie der geschlossenen russischen Schanzen umgingen, gerieten sie in starkes Artillerie- und Gewehrfeuer. Dabei verloren sie ein Viertel der Infanterie sowie ein Sechstel der Kavallerie und waren gezwungen, gegen das gezielte Artilleriefeuer im Wald von Maly-Budyschenski Deckung zu suchen. Das schwedische Bataillon unter der Führung der schwedischen Generäle von Schlippenbach und Roos wurde nicht von der Umgruppierung und Umgehung der Redouten informiert und deshalb vom Rest der schwedischen Truppen getrennt. Als eine Kolonne von etwa 4.000 russischen Nachschubtruppen die befestigten Positionen wieder besetzte, saßen General Roos und seine Soldaten in der Falle.
Gegen sechs Uhr morgens führte Peter I. seine Armee aus dem Lager und ließ sie in zwei Linien antreten. Im Zentrum platzierte er die Infanterie unter Anikita Iwanowitsch Repnin, auf der rechten Flanke die Kavallerie Menschikows und auf der linken Seite General Rodion Christianowitsch Baur. Die Artillerie kommandierte Generalleutnant Jacob Bruce. Den Oberbefehl erhielt in dieser Schlacht Marschall Scheremetew. Peter kommandierte als Oberst nur eine Infanteriedivision. Im Lager verblieb eine Reserve von neun Infanteriebataillonen. Gegen neun Uhr war die Aufstellung der russischen Hauptarmee in einer Stärke von 32.000 Mann und 70 Kanonen abgeschlossen. Wegen ihrer zahlenmäßigen Überlegenheit war die Front der Russen 400 bis 500 m breiter als die der Schweden. Dazu kam, dass die Flanken der Schweden nicht genügend gesichert waren.
Rehnskiöld ließ die Schweden gegenüber den Russen antreten. Der König befand sich ebenfalls auf dem Schlachtfeld; er lag auf einer Trage, getragen von Gardesoldaten. Um neun Uhr morgens gab Karl XII. das Signal zum Angriff. Er ließ zunächst die linke Flanke der russischen Armee angreifen. Hier hatte sich das erfahrene Nowgoroder Regiment als Rekruten verkleidet und bildete so für die Schweden ein vermeintliches leichtes Ziel. Unterstützt von Geschütz- und Musketenfeuer stürmten die schwedischen Bataillone in einem ungestümen Bajonettangriff vor und brachten die vorderen russischen Linien ins Wanken. Doch war der Erfolg nur von kurzer Dauer. Den Gegenangriff führte Peter selbst an der Spitze des zweiten Bataillons, wobei ihm der Hut von einer Flintenkugel durchschossen wurde. Gegen elf Uhr erlahmten die Kräfte der Schweden. Wirkung erzielte vor allem die russische Artillerie, während Karl seine Infanterie ohne Artillerieunterstützung angreifen ließ und sie damit schutzlos dem russischen Beschuss aussetzte. Während der rechte Flügel der schwedischen Armee von der russischen Artillerie zurückgedrängt wurde, überwältigte die russische Kavallerie die linke von der schwedischen Hauptarmee getrennte Flanke der Schweden unter Roos. Mit über 1.000 Toten und wenig Munition war General Roos dazu gezwungen, sich nach Süden zurückzuziehen. Seine Truppen suchten Zuflucht im Wald nördlich von Poltawa, wo sie von der Kavallerie Menschikows zerschlagen wurden. Nachdem die schwedischen Truppen unter Schlippenbach und Roos kapituliert hatten, drang die Kavallerie Menschikows in Rücken und Flanke der schwedischen Hauptarmee vor. Die schwedische Kavallerie versuchte vergebens, für die Infanterie Zeit zu gewinnen. Die Schweden waren der russischen Übermacht nicht gewachsen und begannen den Rückzug, der sich in eine regelrechte Flucht verwandelte. Unter dem unaufhaltsamen Andrang der russischen Infanterie und Kavallerie gerieten die Schweden in Panik und ergriffen in chaotischem Durcheinander die Flucht.
Die Träger von Karl XII. fielen im russischen Feuer, die Trage zerbrach und der König entkam erst im letzten Augenblick mit heftig blutender Wunde, von Masepa begleitet, vom Kampfplatz. Voltaire überliefert in seiner Biographie Karls XII. zur Flucht des schwedischen Königs:

„Karl XII. wollte nicht fliehen, verteidigen konnte er sich nicht. Nur Oberst Poniatowski … befand sich noch bei ihm … Er gab zwei Gefolgsleuten ein Zeichen, sie fassten den König unter den Schultern und hoben ihn auf ein Pferd, ungeachtet der qualvollen Schmerzen. Jetzt wurde Poniatowski, der bei der Armee kein Kommando hatte, der Not gehorchend zum Führer. Er sammelte 500 Berittene um die Person des Königs … Der kleinen Schar gab der Anblick ihres Königs neue Kraft. Sie bahnte sich mit blanker Waffe durch mehr als zehn russische Regimenter einen Weg und gelangte zum schwedischen Tross. Auf diesem von allen Seiten gehetzten Ritt wurde des Königs Pferd getötet. Oberst Gierta, selbst schwer verwundet, gab ihm das seine.“

Noch am Abend der Schlacht veranstaltete Peter ein Bankett. Zu Ehren der gefangenen schwedischen Generäle seinen Pokal erhebend, dankte er ihnen als seinen Lehrmeistern auf dem Gebiet der Kriegsführung.

### Verluste

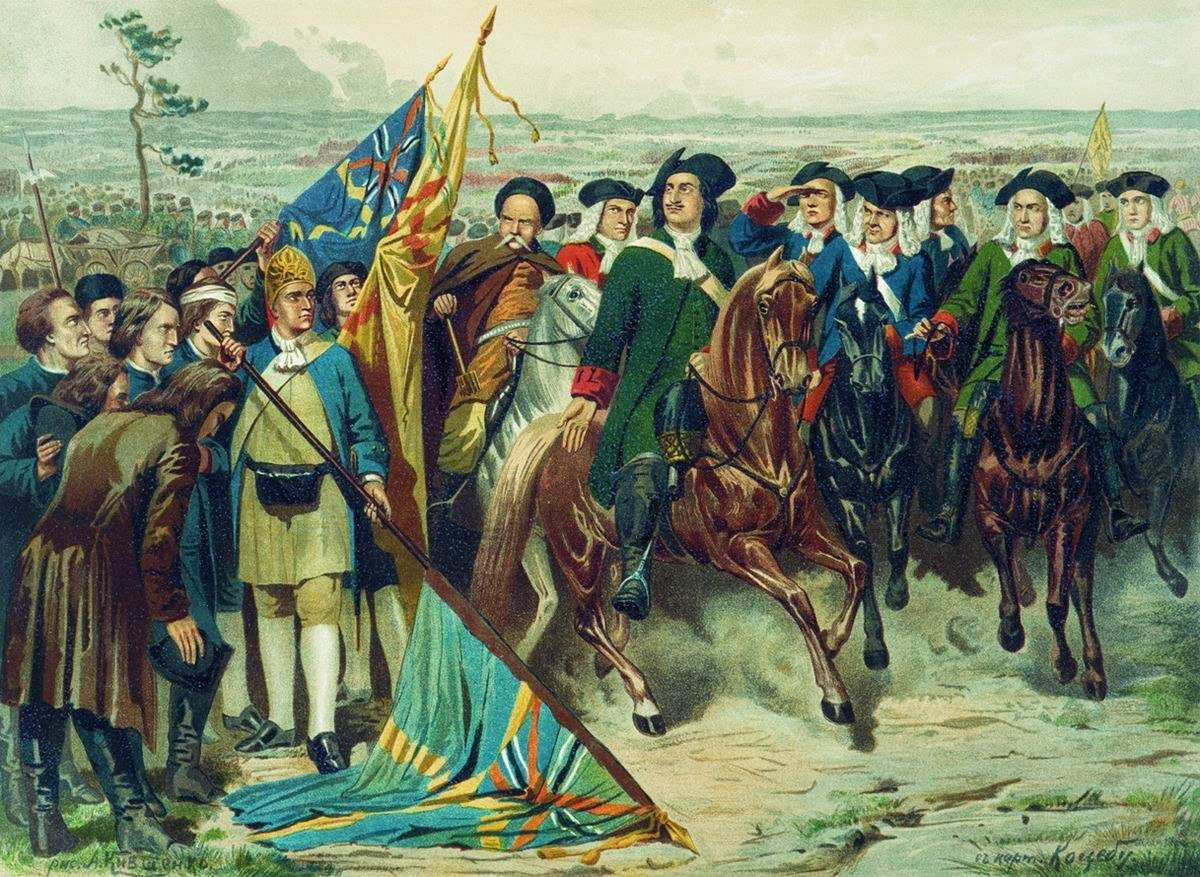
Begutachtung schwedischer Gefangener nach der Schlacht durch Zar Peter und sein Gefolge, Historiengemälde von Alexei Danilowitsch Kiwschenko, 1887

Über die russischen Verluste in der Schlacht bei Poltawa gibt es kaum Unklarheiten. Sie beliefen sich auf insgesamt 1345 Tote und 3290 Verwundete. Hingegen gibt es zu den schwedischen Verlusten unterschiedliche Angaben. So spricht Drygalski von 4 erbeuteten Geschützen, 139 erbeuteten Fahnen, 2.795 Gefangenen und 9.234 Toten und Verwundeten. Robert Massie gibt genauere Angaben: 6.901 Tote und Verwundete (darunter 300 Offiziere), sowie 2.760 Gefangene (darunter 260 Offiziere). Unter den Gefangenen befanden sich auch Fürst Maximilian von Württemberg, der Oberkommandierende Feldmarschall Carl Gustaf Rehnskiöld, der Premierminister Graf Carl Piper, vier Generalmajore, darunter Freiherr Carl Gustav von Roos und Wolmar Anton von Schlippenbach, sowie fünf Obristen. Andere Autoren halten ihre Angaben allgemeiner und geben die schwedischen Verluste in der Schlacht mit ungefähr 10.000 Mann an.

## Kapitulation der schwedischen Truppen

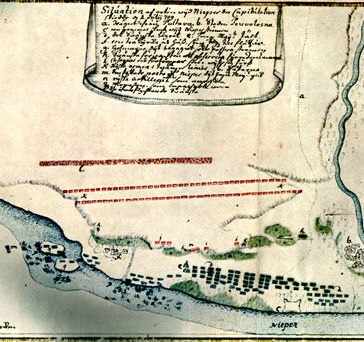
Darstellung der Situation vor der Kapitulation von Perewolotschna am 11. Juli 1709
(Rot: Russen, Blau: Schweden)

Nach der Schlacht sammelten sich die zurückflutenden Schweden im Lager bei Puschkariwka. Insgesamt bestand die Armee mit den Truppen, die noch vor Poltawa und an den verschiedenen Flussübergängen lagen, noch aus etwa 15.000 Mann (zum größten Teil Kavallerie) und 6.000 Kosaken. Als einzige Rückzugslinie stand der Weg nach Süden zur Verfügung, der ins Gebiet der Krimtataren führte. Unter deren Schutz hoffte Karl XII., seine Truppen reorganisieren und auffrischen zu können, bevor sie durch osmanisches Gebiet nach Polen zurückgeführt würden. Noch am Nachmittag des Schlachttages marschierte die Armee entlang der Worskla nach Süden ab. Sie passierte auf ihrem Marsch drei Furten über den Fluss, ohne diese zu nutzen, da sie sich bereits von den russischen Verbänden verfolgt wähnte und deshalb nicht stehenbleiben wollte. Am 10. Juli traf das Heer bei Perewolotschna am Zusammenfluss von Worskla und Dnepr ein und musste feststellen, dass es dort weder Brücken noch Furten gab. Auch reichten die wenigen Boote nicht aus, um die gesamte schwedische Armee in Sicherheit zu bringen.
Man beschloss daher im schwedischen Hauptquartier, dass Karl XII., die Verwundeten sowie eine Eskorte aus Schweden und Kosaken den Dnepr überqueren und durch die Steppe zum Südlichen Bug auf osmanisches Gebiet ziehen sollten. Das Heer hingegen sollte die Worskla wieder hinauf marschieren und nach dem Überwinden des Flusses an einer Furt nach Süden zur Krim einschwenken. Von dort sollte es in Otschakow am Schwarzen Meer wieder zum König stoßen. In der Nacht zum 30. Junijul. / 11. Juli 1709greg. setzte der König mit Iwan Masepa, dessen Gefährten Kost Hordijenko sowie 900 Schweden und 2.000 Kosaken über den Fluss. Die Armee, die nun unter dem Befehl des Generals Lewenhaupt stand, bereitete den Abmarsch für den folgenden Morgen vor. Um 8 Uhr traf jedoch eine russische Kolonne von 6.000 Dragonern und 3.000 Kalmücken unter General Menschikow ein.
Angesichts der überall zutage tretenden Demoralisierungs- und Auflösungserscheinungen sowie des aktuellen Mangels an Lebensmitteln und Kriegsmaterial hielt Lewenhaupt einen erneuten Waffengang für aussichtslos und leitete sofort Verhandlungen ein, in deren Verlauf Menschikow ihm normale Kapitulationsbedingungen stellte. Nur die Kosaken würden nicht als Kriegsgefangene, sondern als Verräter behandelt werden. Lewenhaupt beriet sich mit den verbliebenen Generalen und Obristen und man einigte sich schließlich, zu kapitulieren, obwohl man den gegenüberstehenden russischen Truppen zahlenmäßig fast doppelt überlegen war. Am Morgen des 30. Junijul. / 11. Juligreg. um 11 Uhr kapitulierte das schwedische Heer mit rund 14.000 Soldaten, 34 Geschützen und 264 Fahnen. Die verbliebenen Kosaken flüchteten größtenteils auf ihren Pferden, um der Bestrafung als Verräter zu entgehen.
Die Kolonne König Karls XII. erreichte wenige Tage später am 17. Juli den Südlichen Bug, wo sie jedoch zwei Tage lang aufgehalten wurde, bis der Pascha von Otschakow seine Erlaubnis erteilte, das Osmanische Reich zu betreten. Einer Nachhut von 600 Mann gelang das Übersetzen über den Bug nicht mehr; sie wurde von 6.000 russischen Reitern unter General Wolkonski eingeholt und niedergemacht.

## Folgen der Schlacht

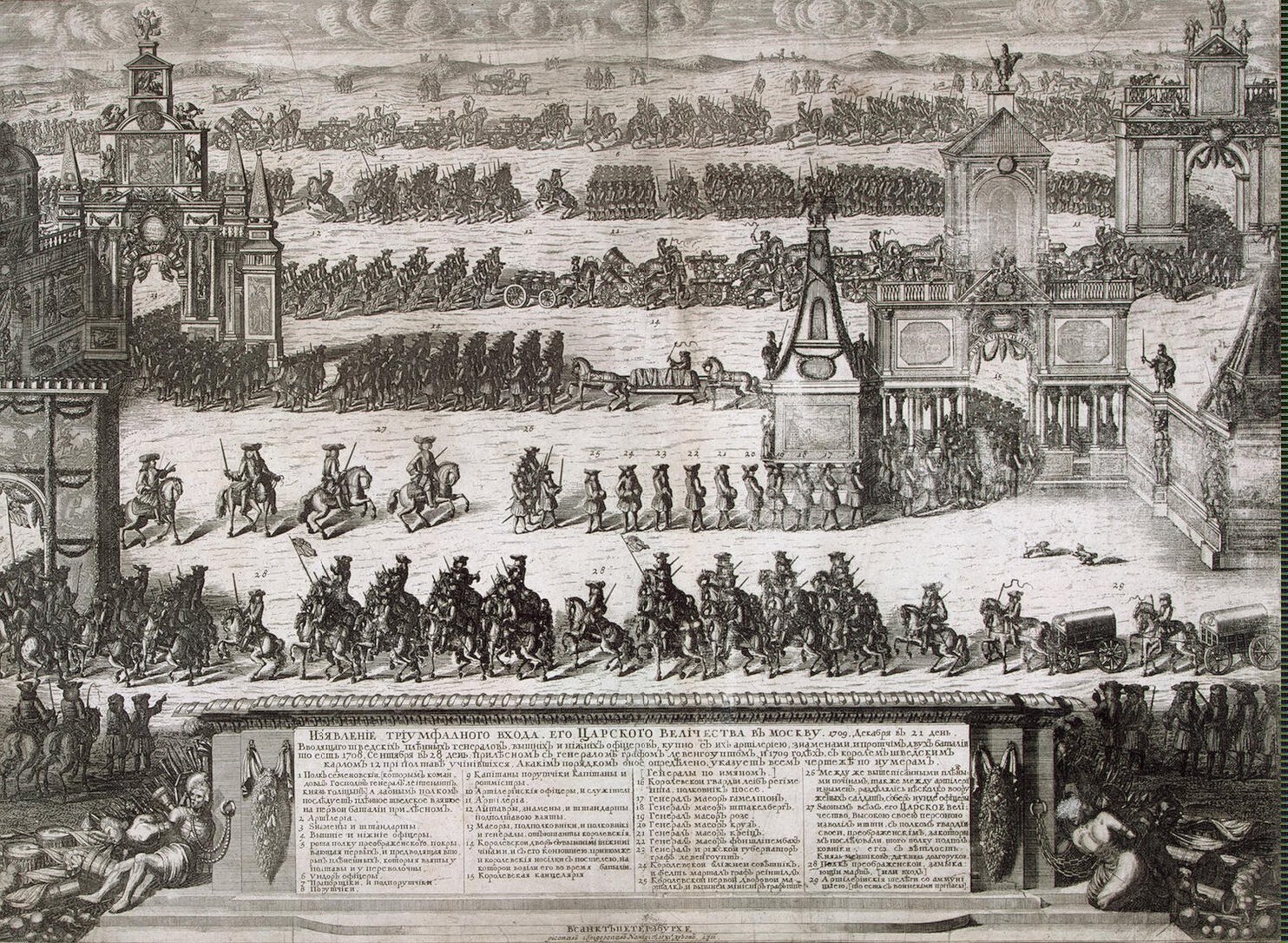
Triumphaler Einzug der russischen Armee nach der Schlacht bei Poltawa in Moskau

Der Ruhm des Sieges führte dazu, dass zeitgenössische Militärfachleute die Erfahrungen dieser Schlacht aufmerksam studierten.
Die schwedische Hauptarmee wurde völlig vernichtet, und Karl XII. war für die nächsten sechs Jahre im Exil im Osmanischen Reich außer Gefecht gesetzt. Durch seine Niederlage verlor Karl in wenigen Stunden das Ansehen, das er sich mit seinen Siegen bis dahin in Europa erworben hatte. Die Siegesmeldungen erreichten durch Kuriere alle Fürsten in Europa. Für die europäische Öffentlichkeit war die Meldung vom Schlachtfeld bei Poltawa eine Nachricht, die anfangs ungläubiges Staunen hervorrief. Macht und Ansehen in Europa gingen fortan von Karl auf Peter über. Russland erschien nun als Großmacht der Zukunft und trat als ernsthafter Gegner aller europäischen Mächte hervor.
Die Niederlage bedeutete für Schweden den völligen Zusammenbruch des strategischen Konzepts Karls XII., die Gegner Schwedens nacheinander durch Anwendung überlegener Kriegskunst auszuschalten. Dies bedeutete einen Wendepunkt des Krieges. Dennoch blieb Schweden am Tage nach der Schlacht noch immer die dominierende Großmacht in Nordeuropa mit einer Vorherrschaft im Ostseeraum. Peter nutzte den erlangten Vorteil und befahl sofort nach der Schlacht, die schwedischen Ostseeprovinzen zu erobern. Es folgte zugleich die Wiederherstellung der Tripelallianz zwischen Russland, Dänemark und Sachsen-Polen. Von nun an hatten Russland und seine Verbündeten Dänemark-Norwegen und Sachsen die strategische Initiative und begannen weiter beziehungsweise wieder – später gemeinsam mit ihren neuen Verbündeten Preußen sowie Braunschweig-Lüneburg – in schwedisches Territorium einzudringen.
Der Größe des Sieges entsprachen die Feiern, die der Zar in ganz Russland veranstalten ließ. Ein einprägsames Schauspiel lieferte der Triumphzug, der am 21. Dezember 1709 in Moskau veranstaltet wurde. Unter dem Donner der Geschütze von den Mauern und Wällen der Stadt herab und dem Geläut der Kirchenglocken setzte sich die Marschkolonne in Bewegung, begleitet von Trompetenschmettern und Paukenschlag, voran marschierten russische Garderegimenter mit den erbeuteten Trophäen, Fahnen und Standarten, dann folgten die gefangenen schwedischen Offiziere in aufsteigendem Rang bis zum Feldmarschall und dem Premierminister, alle zu Fuß. Der Abend schloss mit einem großen Feuerwerk.

## Erinnerung und Gedenken

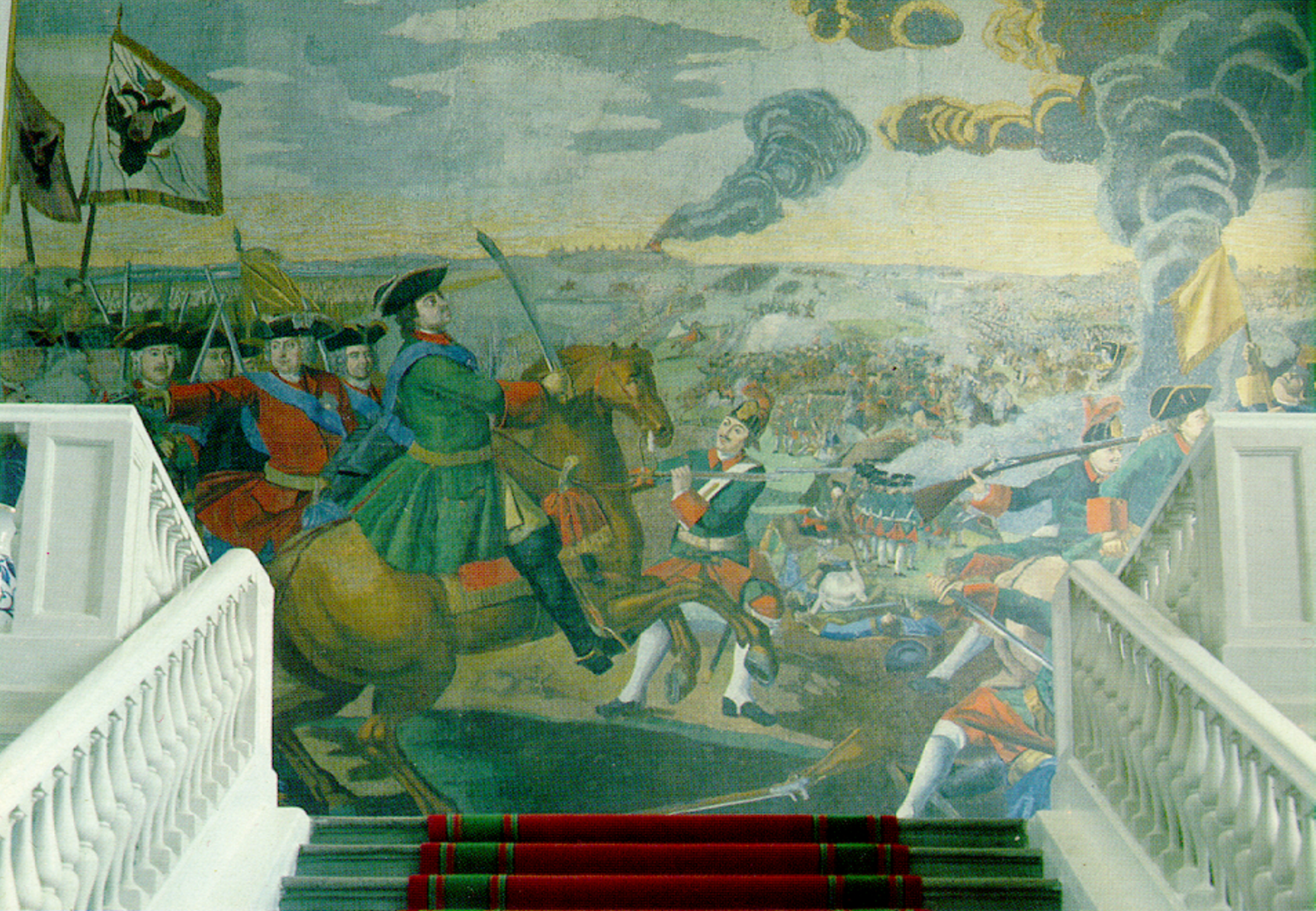
Berühmtes Mosaik von Michail Lomonossow (1762–1764)

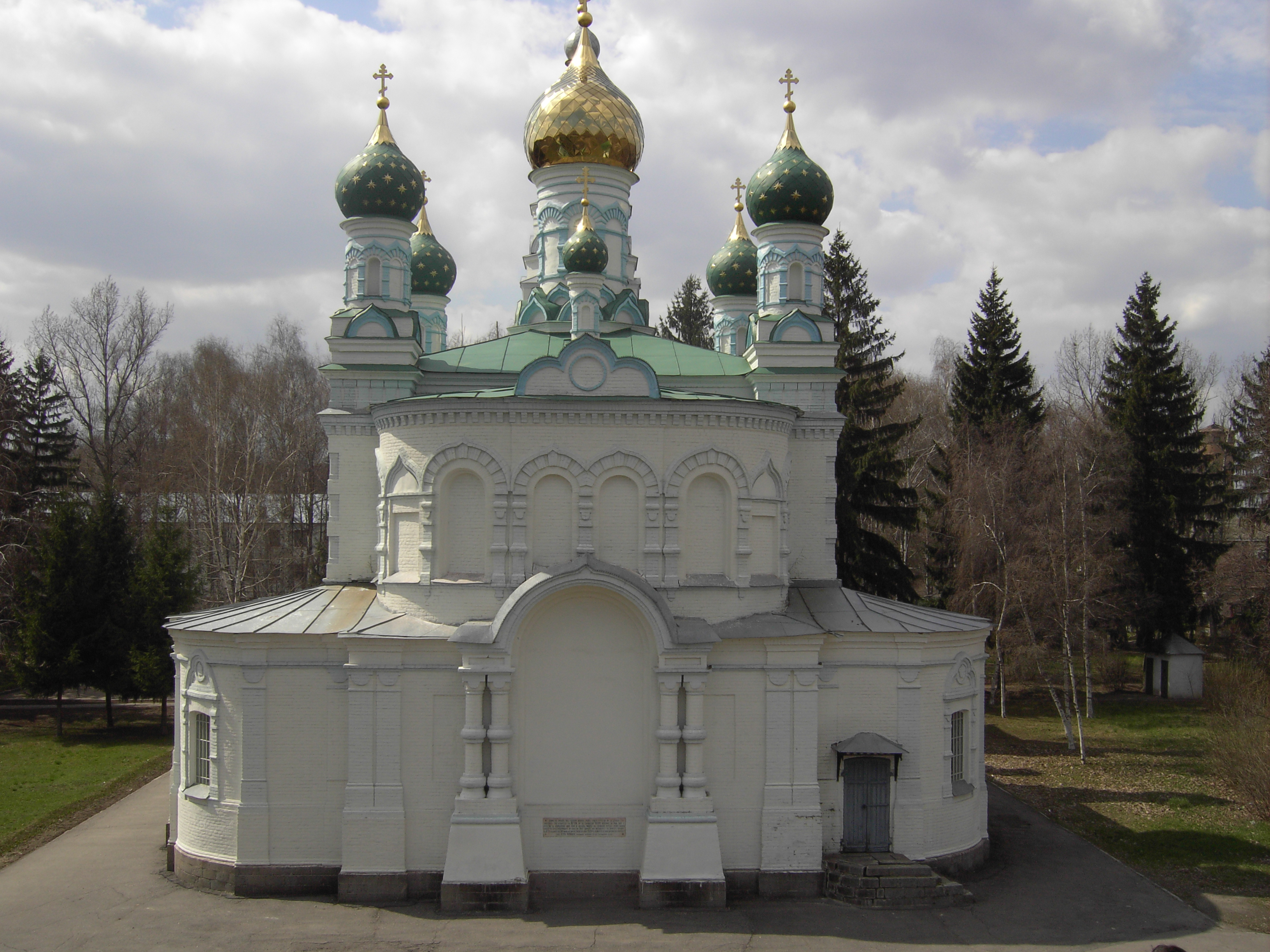
Orthodoxe Kirche auf dem ehemaligen Schlachtfeld

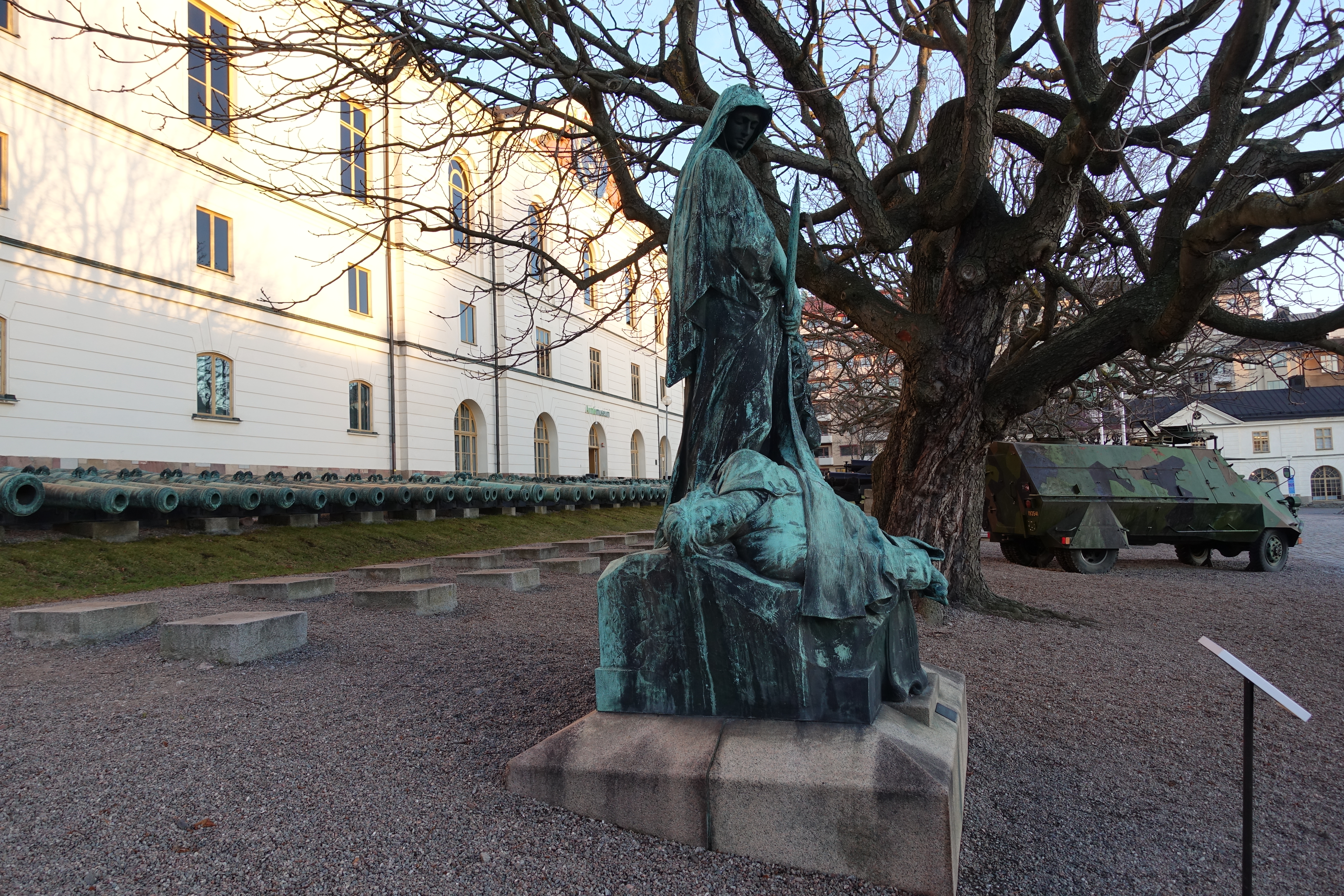
Das Poltawa-Denkmal in Stockholm, Schweden

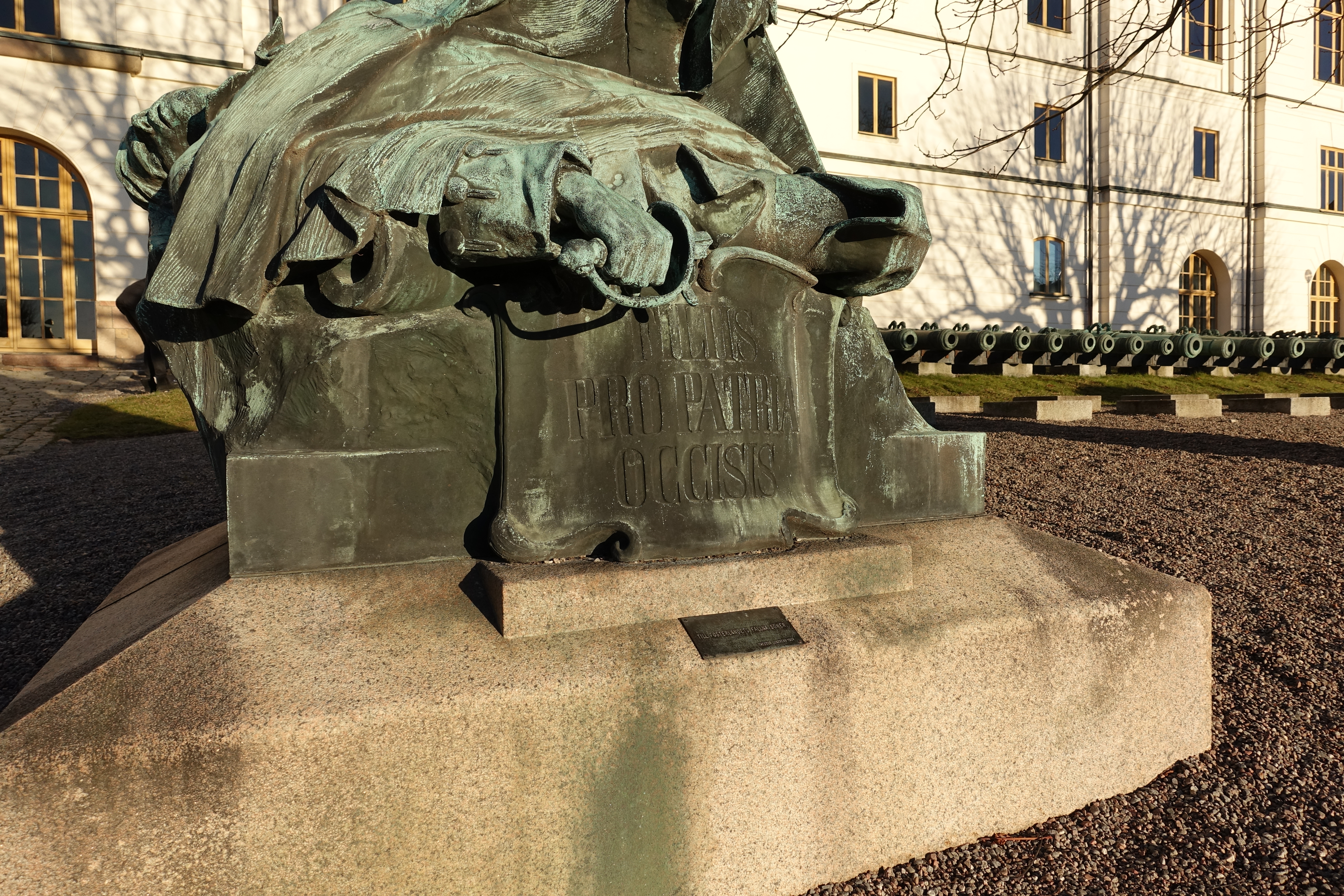
Die Inschrift auf dem Denkmal in Stockholm: „Den für das Vaterland gefallenen Söhnen“ (lateinisch: „Filiis pro patria occisis“)

In Schweden wird die Erinnerung an die Schlacht friedlich, sachlich und touristisch gepflegt. In Russland und in der Ukraine ist die Erinnerung an Poltawa ein Politikum. Michail Wassiljewitsch Lomonossow stellte 1764 in einem berühmten großflächigen Glasmosaik (6,44 Meter × 4,81 Meter) den Zaren inmitten des Schlachtgetümmels dar. Alexander Puschkin verfasste im frühen 19. Jahrhundert das Gedicht Poltawa und verurteilte (aus seiner Sicht) den „Verrat“ Masepas.
Zum 100-Jahres-Jubiläum der Schlacht 1809 wurde auf dem Runden Platz in Poltawa eine monumentale Siegessäule errichtet. Kurz zuvor hatte der Ort den Status einer Gouvernementsstadt erhalten, der ihm eine diesem Rang angemessene architektonische Grundausstattung brachte: öffentliche und private Gebäude im klassizistischen Stil, Parkanlagen, Ringstraßen.
Der 200. Jahrestag des Sieges wurde – nach der Kriegsniederlage gegen Japan und den Revolutionswirren von 1905 – besonders aufwendig begangen. Zar Nikolaus II. erschien an den Gedächtnisorten, um die Toten zu ehren und zahlreiche Gedenkstätten einzuweihen, darunter die Weiße Rotunde, ein Aussichtsplateau an der Stelle, wo sich die alte Festung befunden hatte. Im selben Jahr wurde ein Museum zur Geschichte der Schlacht gestiftet, davor steht heute Zar Peter in voller Lebensgröße. Auch der 250. Jahrestag, der in die Tauwetter-Periode unter Chruschtschow fiel, wurde mit Salutschüssen und einem Feuerwerk begangen. Monographien, Festveranstaltungen, Sammelbände und Aufsätze komplettierten die Erinnerung an die 250-Jahr-Feier von 1959.
Seit 1991 liegt Poltawa auf dem Territorium der unabhängigen Ukraine, die nun eine eigene nationale Idee und ein eigenes Selbstbildnis pflegt. Während sich Russland als Sieger der Schlacht auch für den Befreier der Ukraine hält, kommt die ukrainische Geschichtsschreibung zu einem anderen Schluss: Die ukrainischen Kosaken wurden vom Zarenreich unterdrückt. Im Verlauf des Großen Nordischen Krieges hatte die Armee Peters I. in der Ukraine die Taktik der verbrannten Erde angewendet. Als Zeichen des Protestes dagegen waren der Hetman Iwan Masepa und Teile seiner Kosaken zu den Schweden übergegangen. Peter, der über diesen Verrat in Wut geriet, machte die Residenz der Kosaken, Baturyn, mitsamt Frauen und Kindern dem Erdboden gleich.
Die ukrainischen Feierlichkeiten zum 300. Jahrestag der Schlacht im Jahr 2009 standen ganz im Zeichen einer Masepa-Renaissance, der zu einer Zentralfigur ukrainischen Nationalbewusstseins geworden ist. Das Konterfei des Hetmans ist auch auf den 10-Hrywnja-Geldscheinen zu sehen.
- „Wie ein Schwede bei Poltawa“ ist bis heute in der russischen und in der ukrainischen Sprache eine Redewendung, die auf die absolute Hilflosigkeit einer Person hinweist.
- Die Schlacht bei Poltawa war so bedeutend, dass ihr sogar eine moderne russische Münze (in Platin) gewidmet wurde.
- Am 26. Juni 2009 wurde anlässlich des 300. Jahrestages der Schlacht bei Poltawa in Russland ein Briefmarkenblock herausgegeben. Darauf ist das Gemälde Zar Peter I. in der Schlacht bei Poltawa von Gottfried Danhauer (Tretjakow-Galerie, Moskau) abgebildet.

Mehrere Schiffe wurden nach der Schlacht benannt:
- Linienschiff Poltawa (1808)
- Schlachtschiff Poltawa (1894)
- Schlachtschiff Poltawa (1914)

## Darstellung im Film
Im Film Pakt der Bestien – The Sovereign’s Servant (russisch Слуга государев) von 2007 stellte Regisseur Oleg Rjaskow Ereignisse der Schlacht szenisch dar.